# Wiesenbronn
Wiesenbronn est une commune de Bavière (Allemagne), située dans l'arrondissement de Kitzingen, dans le district de Basse-Franconie.

## Viticulture
La commune produit un vin rouge de grande qualité, qui lui a valu le surnom de Rotweininsel am Steigerwald, notamment avec les cépages Domina et Dornfelder.